# Viktor Morozov
Viktor Morozov (13 de marzo de 2004) es un deportista de Estonia que compite en atletismo. Ganó una medalla de bronce en el Campeonato Europeo Sub-20 de 2021 y otra de oro en la edición de 2023, ambas en la prueba de triple salto.